# Cappelle sul Tavo
Cappelle sul Tavo község (comune) Olaszország Abruzzo régiójában, Pescara megyében.

## Fekvése
A megye északkeleti részén fekszik. Határai: Città Sant’Angelo, Collecorvino, Montesilvano, Moscufo és Spoltore.

## Története
Első említése a 12. századból származik. A következő századokban nemesi birtok volt. A 19. század elején, amikor a Nápolyi Királyságban felszámolták a feudalizmust előbb Moscufo része (frazione) lett. Önálló községgé 1905-ben vált.

## Népessége
A népesség számának alakulása:

## Főbb látnivalói
- Palazzo Dei Baroni De Landerset
- Santa Maria Lauretana-templom